# Dieter Wolst
Dieter Wolst (* 20. März 1944 in Nürnberg) ist ein deutscher Jurist. Von 1995 bis zum Eintritt in den Ruhestand 2009 war er Richter am Bundesgerichtshof. Von 2011 bis 2013 war Wolst Ombudsmann der Schlichtungsstelle Energie.

## Leben
Nach juristischer Ausbildung und einer dreijährigen Station in der Privatwirtschaft trat Wolst 1974 in den höheren Justizdienst des Freistaates Bayern ein. Dort wurde er als Richter auf Probe am Landgericht Nürnberg-Fürth verwendet und war bei der Staatsanwaltschaft an diesem Landgericht tätig. Hierauf folgte 1977 die Ernennung zum Staatsanwalt als Lebenszeitbeamter bei dieser Staatsanwaltschaft. Zwei Jahre später wurde Wolst zum Richter am Amtsgericht Erlangen ernannt, von wo aus er von 1981 bis 1987 an das Landgericht Nürnberg-Fürth abgeordnet war. Dort leitete er hauptamtlich eine Arbeitsgemeinschaft für Rechtsreferendare und war auch seit 1985 als Prüfer für die Erste Juristische Staatsprüfung eingesetzt. 1988 wurde Wolst zum Oberstaatsanwalt bei der Staatsanwaltschaft bei dem Oberlandesgericht Nürnberg ernannt, von wo aus er seit 1991 für zwei Jahre an die Generalstaatsanwaltschaft Dresden und an das Sächsische Staatsministerium der Justiz abgeordnet war. 1993 schließlich wurde Wolst als Richter zum Oberlandesgericht Nürnberg versetzt.
Im Jahr 1995 erfolgte dann Wolsts Ernennung zum Richter am Bundesgerichtshof. Dort war Wolst zunächst dem VI. Zivilsenat, dann aber bis zu seinem Eintritt in den Ruhestand dem VIII. Zivilsenat zugeteilt. Hier wirkte er an unzähligen Senatsentscheidungen u. a. als Berichterstatter mit. Diese Entscheidungen hatten dabei neben den schwerpunktmäßig verhandelten allgemeinen Kauf- und Wohnraummietsachen auch Streitigkeiten des Unternehmens-, Praxis- und Anteilskaufrechts zum Gegenstand. In letzter Zeit verlagerte Wolst dabei seine Tätigkeit insonderheit auf das Wohnraummietrecht; ein Gebiet, dessen richterliche Fortentwicklung stets aufmerksam von der Öffentlichkeit begleitet wurde. Wolst zeichnete dabei als Berichterstatter verantwortlich für die Senatsurteile VIII ZR 361/03 vom 23. Juni 2004 („starrer Fristenplan“ bei Renovierungsklauseln), VIII ZR 362/04 vom 22. Februar 2006 (Wärme-Contracting), VIII ZR 115/03 vom 21. Januar 2004 (Mieterhöhungen für Sozialwohnungen) und VIII ZR 56/04 vom 25. Januar 2006 (Mietwucher). Auch im Verfahrens- und Kostenrecht war Wolst als Berichterstatter tätig.
Daneben war Wolst auch langjährig als Ermittlungsrichter am Bundesgerichtshof eingesetzt, dabei von 1996 bis 2000 mit der Zuständigkeit insbesondere für Verfahren gegen linksextremistische terroristische Vereinigungen. Kurzzeitig war Wolst im Jahr 1999 und dann ab 2006 auch zuständig für Verfahren gegen islamistische Vereinigungen. Schließlich war Wolst lange stellvertretendes und ordentliches Mitglied im Richterrat des Bundesgerichtshofs.
Vom 1. November 2011 bis 31. Oktober 2013 war Wolst Ombudsmann der nach § 111a/b EnWG tätigen Schlichtungsstelle Energie e. V. und zeichnete verantwortlich für die Schlichtung.

## Schriften
- Kommentierungen zu §§ 91 ff., 166 ff. und 1067 ff. ZPO in: Hans-Joachim Musielak (Hrsg.): Kommentar zur Zivilprozessordnung. 6. Auflage, Franz Vahlen, München 2008, ISBN 978-3-8006-3485-9.